# Polski Związek Karate
Polski Związek Karate – polski związek sportowy, założony 20 stycznia 1980 r. w Warszawie, od 1989 r. członek PKOl w skład, którego wchodzą komisje stylowe: shōtōkan, kyokushin, WKF (World Karate Federation), fudokan oraz karate tradycyjne. Związek na rok 2022 zrzesza 657 klubów: kyokushin, shōtōkan, fudokan, karate tradycyjne, WKF, Oyama Karate, okręgowe i inne. PZK wydaje licencje klubowe, zawodnicze, trenerskie, instruktorskie i sędziowskie. Związkowi podlega 12 komisji: sportu kwalifikowanego, stylowe, sędziowska, dzieci i młodzieży, sportu masowego, sportu osób niepełnosprawnych i inne. Komisje podlegają regulaminom i powoływane są przez zarząd PZK. Przewodniczącym wszystkich Komisji Stylowych w Polskim Związku Karate jest prezes zarządu PZK.

## Zarząd PZK
Kadencja 2018-2022
- Prezes – Maciej Sokołowski
- Wiceprezes – Wacław Antoniak
- Wiceprezes – Andrzej Drewniak
- Sekretarz Generalny – Jacek Czerniec
- Członek Zarządu – Edward Urbańczyk
- Członek Zarządu – Mariusz Siebert
- Członek Zarządu – Eugeniusz Dadzibug
- Członek Zarządu – Grzegorz Żendzian